# یوشیکازو سو
یوشیکازو سو (انگلیسی: Yoshikazu Suo؛ زادهٔ ۱ ژانویهٔ ۱۹۵۳) آهنگساز اهل ژاپن است.